# Olga Skabejevová
Olga Skabejevová (bez přechýlení Olga Skabejeva, rusky Ольга Владимировна Скабеева; * 11. prosince 1984, Volžskij, Volgogradská oblast) je ruská novinářka, propagandistka a televizní moderátorka. Od roku 2016 moderuje spolu se svým manželem Jevgenijem Popovem talk show 60 minut (60 минут), pravidelně vysílanou ruskou federální státní televizní stanicí Rossija-1 (Россия-1), která náleží mezi oficiální prokremelská média. Olga Skabejevová patří mezi představitele ruské podnikatelské a mediální sféry, proti nimž byly po vpádu ruských vojsk na Ukrajinu v roce 2022 zavedeny sankce Evropské unie a posléze i dalších zemí.

## Životopis
Olga Skabejevová se narodila 11. prosince 1984 ve městě Volžském ve Volgogradské oblasti Ruské federace v rodině architektky Mariny Skabejevové a stavebního inženýra Vladimíra Skabejeva. V roce 2003 absolvovala s vyznamenáním rusko-americkou soukromou školu č. 23.
Již v 10. třídě byla rozhodnuta, že se stane novinářkou. První zkušenosti získala v místním tisku Volžskaja pravda (Волжская правда) a Nedělja goroda (Неделя города) publikováním rozhovorů s umělci, kteří přijížděli vystupovat ve Volžském. Sama sebe tehdy charakterizovala jako osobu „ambiciózní, možná až příliš sebevědomou“.

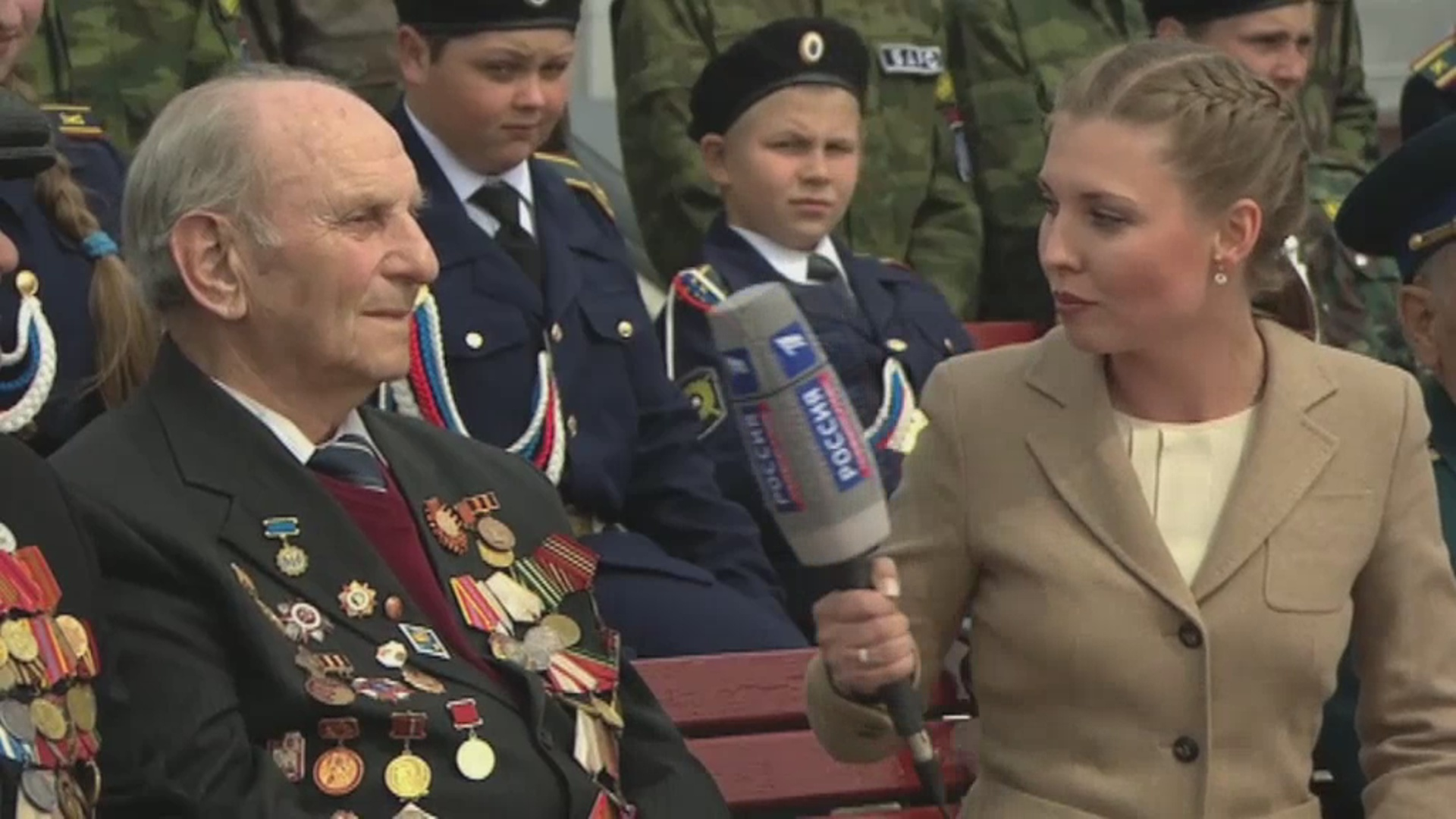
Rozhovor s Abramem Lvovičem Jechilevským, veteránem druhé světové války (duben 2013)

V roce 2008 Olga Skabejevová absolvovala Fakultu žurnalistiky Petrohradské státní univerzity s červeným diplomem. Ještě během studii začala spolupracovat s petrohradským studiem televizní stanice Rossija-1 Všeruské státní televizní a rozhlasové společnosti (VGTRK) na tvorbě zpravodajského pořadu Věsti Sankt Petěrburga (Вести Санкт-Петербургa).Její profesoři ji během studia dávali za příklad ostatním studentům jako úspěšnou stipendistku nadačního fondu Vladimíra Potanina (ruský oligarcha a vládní činitel, jeden z nejbohatších lidí na planetě) a nadějnou uchazečku o prezidentské stipendium Vladimíra Putina. V letech 2007–2008 Olga získala v Petrohradě první ocenění za svou novinářskou práci.
Po ukončení studií Olga Skabejevová začala pracovat v ústřední redakci VGTRK jako redaktorka v pořadech Věsti (Zprávy) a Věsti nedělji (Zprávy týdne). V roce 2013 po zveřejnění reportáže, namířené proti představitelům ruské opozice a nazvané „Pochod proti ničemům“ („Марш против подлецов“), jí začala veřejnost přezdívat „Železná panenka putinské televize“ (rusky железная кукла путинского ТВ). Důvodem bylo její útočné vystupování, pronášené neosobním kovovým hlasem. Tímto vystupováním na sebe upozornila již předtím v pořadu, věnovaném procesu s členkami skupiny Pussy Riot.
V roce 2013 se provdala za svého o šest let staršího kolegu Jevgenije Popova a v následujícím roce se jim narodil syn Zachar.
V letech 2015–2016 uváděla na stanici Rossija-1 vlastní autorský pořad – talk show Věsti.doc (Вести.doc).
Olga Skabejevová společně se svým mužem Jevgenijem Popovem od roku 2016 připravuje a uvádí talk show 60 minut. Tento diskusní pořad byl poprvé vysílán na stanici Rossija-1 dne 12. září 2016 a po čase předstihl v divácké sledovanosti obdobné pořady, vysílané televizní stanici První kanál.

## Kontroverze
Novinářka je známá vyvoláváním konfliktních situací, a to nejen ve studiu, ale i při práci v terénu. Jako příklad je uváděn konflikt, k němuž došlo v roce 2016, kdy se v Kolíně nad Rýnem se snažila přimět k rozhovoru německého novináře Hanse-Joachima Seppelta, autora dokumentárních filmů o dopingu ruských sportovců, a odmítala se svým televizním štábem opustit jeho hotelový pokoj, takže Seppelt musel přivolat policii.
Proslula řadou agresívních a kontroverzních výroků, pronesených v pořadu 60 minut po invazi ruských vojsk na Ukrajinu v únoru 2022. Již v polovině dubna 2022 ve vysílání prohlašovala, že začala třetí světová válka se Západema toto tvrzení zopakovala 31. května s dodatkem, že je na čase, aby Rusko provedlo demilitarizaci nejen Ukrajiny, ale i Severoatlantické aliance. Sekundoval jí přitom poslanec ruské Dumy za stranu Jednotné Rusko Oleg Morozov, který zde prezentoval svůj nápad, že by Rusko mělo unášet do Moskvy „válečné ministry“ NATO a západní politiky, kteří navštíví Kyjev.Skabejevová ve svém pořadu hrozila také jednotlivým evropským zemím kvůli jejich podpoře Ukrajiny, zejména pak Polsku.
Po pohřbu britské královny Alžběty II. v září 2022 prohlásila, že Rusové měli během tohoto smutečního aktu bombardovat Londýn jadernými zbraněmi, protože zde byli přítomni všichni vrcholní představitelé zemí Severoatlantické aliance. Ukázkovou dezinformací, která pobavila obyvatele Velké Británie, bylo její televizní vystoupení, ve kterém tvrdila, že obyvatelé waleského Cardiffu kvůli zmrazení vztahů s Ruskem v zimě z nouze jedí kočičí konzervy a britské ženy musí provozovat prostituci, aby měly prostředky na jídlo a vytápění.
Po přijetí Finska do NATO označila na začátku dubna 2023 ve svém pořadu Finsko za historickou ruskou zemi a prohlašovala, že je třeba usilovat o osvobození bratrského finského národa.

## Sankce
Ihned po ruské invazi na Ukrajinu Evropská unie zařadila Olgu Skabejevovou na seznam 26 významných podporovatelů ruské vládní politiky, proti nimž byly přijaty odpovídající sankce.Od 15. března 2022 je Olga Skabejevová na sankčním seznamu Velké Británie a 8. července 2022 proti ní jako ruské dezinformátorce a propagandistce zavedla sankce i Kanada. Sankční opatření proti Skabejevové přijaly také Švýcarsko, Ukrajina a Austrálie. Ve Spojených státech byla Olga Skabejevová zařazena na sankční seznamy až 24. února 2023 u příležitosti prvního výročí ruského vpádu na Ukrajinu.